# Eretmapodites plioleucus
Eretmapodites plioleucus är en tvåvingeart som beskrevs av Edwards 1941. Eretmapodites plioleucus ingår i släktet Eretmapodites och familjen stickmyggor. Inga underarter finns listade i Catalogue of Life.